# متحف الوحي
متحف الوحي هو مركز حضاري وثقافي يقع في جبل النور بمدينة مكة المكرمة، يهدف إلى تعريف الزوار بتاريخ البعثة النبوية، ويتضمن عرضًا لتاريخ ما قبل الإسلام حتى الوقت الحاضر وكل ما يتعلق بسيرة النبي محمد.

## محتوى المتحف
يحتوي المتحف على مجسمات تحاكي الأبعاد الطبيعية لغار حراء، وأدوات تكنولوجية وشاشات تفاعلية، ويضم كذلك مقتنيات تاريخية، منها: نسخة مصورة من مصحف الصحابي عثمان بن عفان الذي يعد من أقدم المصاحف المتبقية، كما يحتوي على قطع حجرية قديمة نُقشت عليها آيات من القرآن الكريم، تعكس جزءًا من تاريخ المسلمين في تدوين وحفظ القرآن.

## أوقات وزيارة معرض الوحي

### الأحد إلى الخميس:
8:30 صباحاإلى9:30 مساء

### الجمعة:
4:00 مساءإلى10:00 مساء

### السبت:
8:30 صباحاإلى9:30 مساء